# Liste der Biografien/Thos
Liste der Biografien |
Portal Biografien |
Personensuche
# |
A |
B |
C |
D |
E |
F |
G |
H |
I |
J |
K |
L |
M |
N |
O |
P |
Q |
R |
S |
T |
U |
V |
W |
X |
Y |
Z |
?
 
Ta |
Tc |
Te |
Tf |
Tg |
Th |
Ti |
Tj |
Tk |
Tl |
Tm |
To |
Tq |
Tr |
Ts |
Tu |
Tv |
Tw |
Tx |
Ty |
Tz
 
Tha |
The |
Thi |
Thj |
Thn |
Tho |
Thr |
Thu |
Thw |
Thy
 
Thoa |
Thob |
Thod |
Thoe |
Thof |
Thog |
Thoh |
Thoi |
Thok |
Thol |
Thom |
Thon |
Thoo |
Thop |
Thor |
Thos |
Thot |
Thou |
Thov |
Thow |
Thoz
Die Liste der Biografien führt alle Personen auf, die in der deutschsprachigen Wikipedia einen Artikel haben. Dieses ist eine Teilliste mit 18 Einträgen von Personen, deren Namen mit den Buchstaben „Thos“ beginnt.

## Thos

### Thosp
- Thosporn Ijoy (* 1992), thailändischer Fußballspieler

### Thoss
- Thoß, Alfred (1908–1991), deutscher Historiker und Autor
- Thoß, Bruno (* 1945), deutscher Militärhistoriker
- Thoß, Hendrik (* 1969), deutscher Historiker
- Thoss, Norbert (1935–2021), deutscher Architekt und Bildhauer
- Thoß, Otto A. (* 1989), deutscher Theaterpädagoge, Dramaturg, Theaterregisseur und Buchautor
- Thoss, Peter (1937–2020), deutscher Rechts- und Kriminalwissenschaftler und Hochschullehrer
- Thoss, Regina (* 1946), deutsche Sängerin und RundfunkmoderatorinRegina Thoss (* 1946)

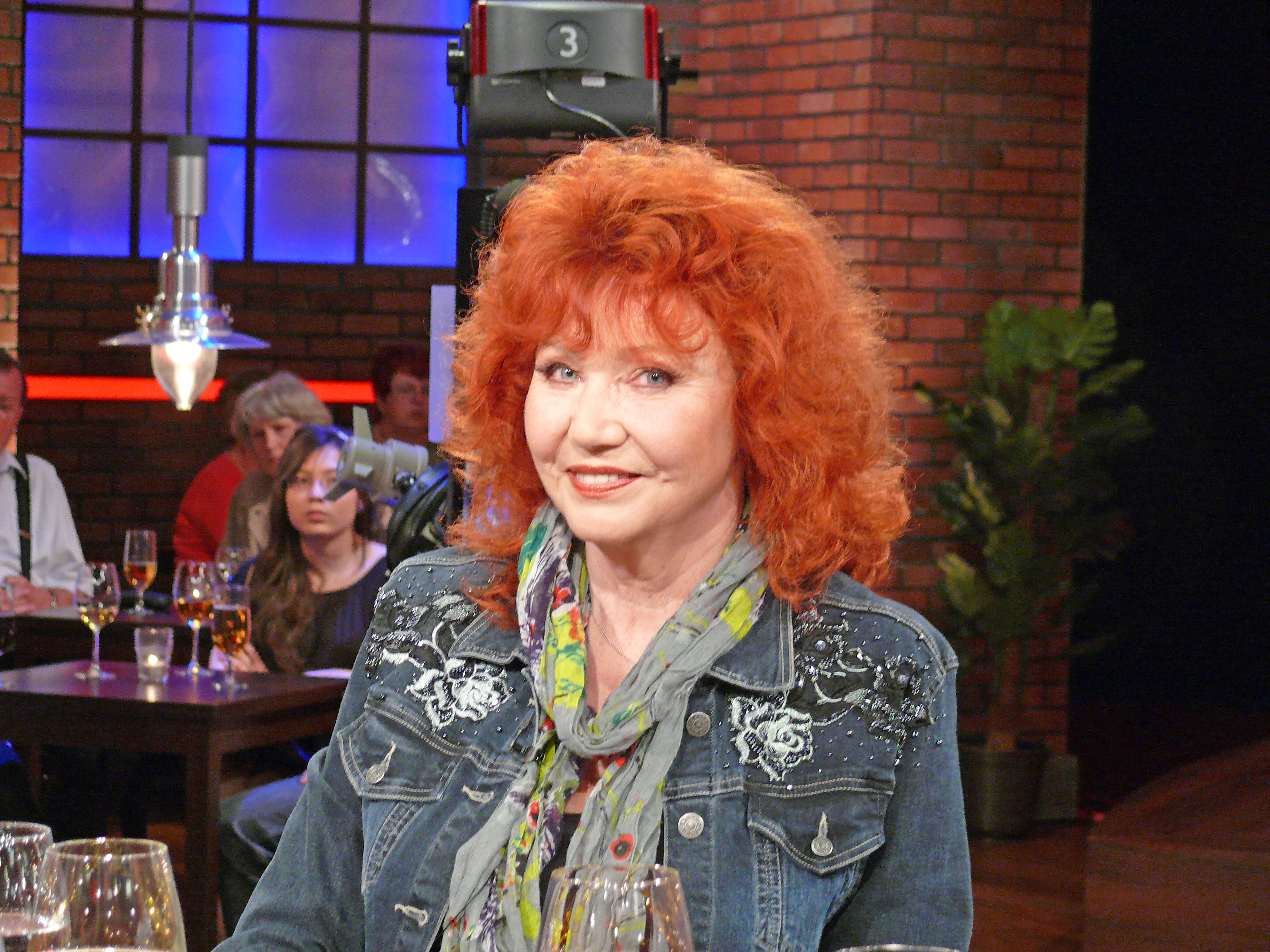
Regina Thoss (* 1946)

- Thoß, Rudi (* 1907), deutscher Radrennfahrer und nationaler Meister im Radsport
- Thoss, Stephan (* 1965), deutscher Balletttänzer und -choreograf
- Thoß, Sven (* 1966), deutscher Fußballtrainer
- Thoß, Ulrich (* 1953), deutscher Fußballspieler
- Thossawat Limwannasathian (* 1993), thailändischer Fußballspieler

### Thost
- Thost, Arthur (1854–1937), deutscher HNO-Arzt
- Thost, Bruno (1936–2019), deutscher Schauspieler, Theaterregisseur und Intendant
- Thost, Fritz (1905–1974), deutscher Lehrer, Zeichner und Dichter
- Thost, Nicola (* 1977), deutsche Snowboarderin
- Thost, Rudolf (1868–1921), deutscher Maler